# Tomomi Miyamoto
Tomomi Miyamoto (宮本 ともみ, 31 de desembre de 1978) és una exfutbolista japonesa.

## Selecció del Japó
Va debutar amb la selecció del Japó el 1997. Va disputar 77 partits amb la selecció del Japó. Ha disputat Copa del Món de 1999, 2003, 2007 i Jocs Olímpics d'estiu de 2004.

## Estadístiques
| Selecció del Japó | Selecció del Japó | Selecció del Japó |
| Anys              | Partits           | Gols              |
| ----------------- | ----------------- | ----------------- |
| 1997              | 6                 | 2                 |
| 1998              | 10                | 1                 |
| 1999              | 14                | 2                 |
| 2000              | 0                 | 0                 |
| 2001              | 0                 | 0                 |
| 2002              | 7                 | 1                 |
| 2003              | 14                | 3                 |
| 2004              | 9                 | 2                 |
| 2005              | 0                 | 0                 |
| 2006              | 1                 | 0                 |
| 2007              | 16                | 2                 |
| Total             | 77                | 13                |